# Robert Pansard-Besson
Robert Pansard-Besson é um cineasta francês, com vasta produção em documentários para a televisão.

## Produção
- La Lecon de chant (1981)[1]
- Discovering – The Ages of Discovery[2]
- Lendas da Ciência